# إخلاء
الإخلاء (بالإنجليزية: eviction) هو عملية قانونية تحرم المستأجر من استعمال مبنى مثل المنزل أو المكتب. ويمكن أن يحدث الطرد عندما يخالف المستأجر بنود العقد أو الاتفاق.
يجب أن تحتوي كل عقود الإيجار شروطا للدفع ومدة عقد الإيجار. ومعظم عقود الإيجار تحدد كيف يُستعمل المبنى. فمثلاً، ليس من حق المستأجرين تأجير المباني من الباطن لآخرين بدون إذن، وليس لهم أن يحدثوا ضجة زائدة عن الحد أو يضايقوا المستأجرين الآخرين، وعليهم أن يعتنوا بالمباني ويقوموا بإصلاحات معينة. وعندما يخالف المستأجر الشروط ويرفض التصرف طبقًا لها، فإن المؤجر قد ينهي عقد الإيجار. وإذا رفض الخروج فإن المؤجر قد يطرده.